# Donnie Yen
Donnie Yen (kínai: 甄子丹) (Kanton, Kuangtung (Guangdong), Kína, 1963. július 27.) kínai harcművész, színész, rendező, filmproducer és harckoreográfus. Bár Kínában született, az Amerikai Egyesült Államokban, Bostonban nőtt fel, itt tanult harcművészeteket nagymester édesanyjától. 19 éves volt, amikor felfedezte tehetségét a Mátrix koreográfiájáról is híres Jűn Vó-pheng (Jyun Wo-peng). Számos filmben szerepelt Jackie Chan, Jet Li és Michelle Yeoh oldalán. A népszerű filmcsillag Ázsiában a legjobban fizetett színészek közé tartozik.
Főképp hongkongi alkotásokban játszik, az egyik legelismertebb hongkongi harcművészeti filmszínész és akciókoreográfus, bár sokáig Li és Chan árnyékában dolgozott. Legismertebb filmjei közé tartozik a Kínai történet 2., ahol negatív szereplőt játszott, a több nemzetközi díjra jelölt Hős, a valósághű akciójáról híres SPL és a Tűréshatár, illetve az Ip Man-sorozat, amelyben Bruce Lee mesterét, Jíp Man (Yip Man)t alakította. Akciókoreográfusként Európában és Hollywoodban is dolgozott, például a német Fedőneve: Puma című sorozaton vagy az amerikai Penge 2. című filmen; koreográfusként számos díjat elnyert, többek között a kaszkadőröknek kiosztott nemzetközi Taurus-díjat is 2008-ban a Tűréshatár koreográfiájáért. Felesége Cecilia Cissy Wang szépségkirálynő és két közös gyermekük van Jasmine (2004) és James (2007).

## Gyermek- és fiatalkora
Meglehetősen vad gyerek voltam. Amikor gyerek vagy, sokszor fellázadsz a szüleid tanítása ellen. Így hát otthagytam anyám [kungfu]iskoláját és más iskolákba mentem harcművészeteket tanulni. Valahogy ez tett engem azzá, aki ma vagyok.
Yen édesanyja, Mák Pou-szim (Maak Bow-sim) vusu (wushu)- és tajcsicsuan (taijiquan)-nagymester, elismert harcművész, aki 1975-ben Bostonban megalapította a Kínaivusu-kutató Intézetet, és az elsők között volt, akik vusu (wushu)t kezdtek oktatni az USA-ban. Édesapja, Klyster Yen (甄雲龍, Jan Van-lung (Jan Wan-lung)) szerkesztő egy újságnál. Kétéves volt, mikor családjával Hongkongba költöztek, majd Bostonba, amikor 11 éves volt. Húga, Chris Yen szintén harcművész-színész, 2007-ben az Adventures of Johnny Tao: Rock Around the Dragon című filmben volt látható.
Korán elkezdett érdeklődni a harcművészetek iránt, édesanyjának köszönhetően, akitől vusu (wushu)t és tajcsicsuant (taijiquan) tanult. Gyakran előfordult, hogy iskola helyett inkább a bostoni kínai negyed mozijait látogatta, ahol kungfufilmeket, többek között Bruce Lee- és Jackie Chan-filmeket nézett meg többször is egymás után.
A heves tinédzser sokszor fellázadt édesanyja szigorú harcművészeti nevelése ellen, édesanyja bosszantására más harcművészeti iskolákba is eljárt, például taekwondózni, karatézni tanult, és más kungfustílusokkal is megismerkedett. Ezen felül igen sok időt töltött Boston hírhedt Combat Zone nevű negyedében. Szülei emiatt – megakadályozandó, hogy rossz társaságba kerüljön – két évre Pekingbe küldték a Beijing Wushu Teamhez, ahol többek között Jet Li is tanult. Innen Yen Hongkongba ment, ahol megismerkedett Jűn Vó-pheng (Yuen Woo-ping)gel, aki felkarolta.

## Pályafutása

### A kezdetek
Bár Jűn Vó-pheng (Yuen Woo-ping) érdeklődését felkeltette az alig 19 éves fiú tehetsége, Yen csak átmenetileg tartózkodott Hongkongban. Miután visszatért az Egyesült Államokba, Yen megnyert egy helyi harcművészeti versenyt, ezzel újból kivívta Jűn (Yuen) elismerését, ami aztán első filmes munkájához vezetett. Jűn (Yuen) irányítása alatt kaszkadőrként kezdte pályafutását, elsőként 1982-ben a Miracle Fighters 2 című alkotásban, amiben több szereplő dublőre is volt. Két évvel később kapta meg a rendezőtől első főszerepét a Drunken Tai Chi-ban. A Far East Films kritikája szerint ez Donnie Yen egyik legjobb filmje, amiben igazán megmutatja a képességeit és a humorérzékét is. A Kung Fu Cinema szerint nem a legjobb színészi alakítása, kissé mereven játszik, azonban „kidolgozott izomzatával és hihetetlenül gyors és rugalmas rúgásaival igazán kitűnik.”
Következő filmjében, a Mismatched Couples-ben Yen komikus oldalát is megmutatta, a vígjátékban a kungfut, a taekwondót és a hagyományos ökölvívást ötvözi a breakdance-szel. Ezután következett a Tiger Cage-sorozat, amiben Yen olyan szereplőt akart létrehozni, aki különbözik a Sammo Hung és Jackie Chan által megformáltaktól: „Úgy éreztem, különböznünk kell tőlük, a hangsúlyt a harcművész egyéniségére és egyéni stílusára kell helyezni. […] Sammo Hung nagylátószögű objektívet használt, gyors vágásokat, vágásonként három mozdulatot stb. Azt javasoltam Jűn Vó-phengnek (Yjun Wo-peng), hogy vegyen totálból, csak hagyja, hadd csináljam. Csak hagyja az embert végigvinni a mozdulatokat. Sammo stílusa, hogy arra fókuszál, aki kapja az ütéseket. Neki volt rá kerete, mind anyagi, mind humán erőforrásai. A Tiger Cage és a Tiger Cage 2 esetében nekünk nem volt választásunk az alacsony költségvetés miatt.”

### Az 1990-es évek
Yen számtalanszor alakított negatív szereplőt nagy horderejű filmekben, például az 1992-es, a Raymond Lee rendezte New Dragon Gate Inn-ben, ahol egy hatalomra törő eunuchot személyesített meg, kritikai sikerrel. A film a LoveHKFilm.com kritikai oldal Az 1990-es évek 100 legjobb hongkongi filmjének listáján a 33. helyet foglalta el.
Ugyanebben az évben Jet Li ellenfeleként tűnt fel a Kínai történet 2. című Tsui Hark-klasszikusban. A LoveHKFilm szerint a film végső harcjelente Li és Yen között a hongkongi filmgyártás történelmének egyik legjobb jelenete. Donnie Yent a filmben nyújtott alakításáért jelölték a Hong Kong Film Awards legjobb mellékszereplőnek járó díjára.
Első igazi sikerfilmje az Vasmajom (Iron Monkey) volt 1993-ban, melyben a legendás harcművész – a filmben még csak 12 éves – Vóng Fej-hung (Wong Fei-hung) édesapját alakította. Az alkotás nyugati kritikusok tetszését is elnyerte, a Rotten Tomatoes oldalán 91 kritikus véleményét összesítve 90%-ot adtak a filmnek, dicsérve Vó-pheng (Wo-peng) „meghökkentő” és „elképesztő” koreográfiáját. A filmet a Tigris és sárkány nemzetközi sikere folytán a Miramax újra kiadta az Amerikai Egyesült Államokban, 2001-ben.

Donnie Yen Bruce Lee-pózban a Fist of Fury c. televíziós sorozatban

Ezután Yen Michelle Yeoh oldalán a Butterfly of Swords, illetve a Wing Chun című alkotásokban szerepelt, bár utóbbiban gyakorlatilag mellékszereplőnek számított Yeoh mellett. Az 1990-es években több, kevésbé látványos sikerű, alacsony költségvetésű filmet is forgatott, melyekben akciókoreográfusként is kipróbálta magát, illetőleg cameóként tűnt fel, például a Saint of Gamblers-ben. Két televíziós sorozatot is készített, melyekben főszereplő és akciókoreográfus volt. A Kung Fu Master a Csing-dinasztia idején játszódik, a Fist of Fury pedig Bruce Lee Tomboló ököl című filmje alapján készült. Yennek az utóbbi sorozat készítésekor nem sikerült megfelelően képzett kaszkadőröket találnia, ez pedig a Hong Kong Cinema szerint meglátszik a harcjeleneteken, mivel a harcművészetekben járatlan statiszták miatt gyors vágásokkal és kameratrükkökkel kellett megoldaniuk a jeleneteket. A sorozat ennek ellenére nem várt sikert aratott Hongkongban, ami lehetővé tette Yen számára, hogy átülhessen a rendezői székbe.
Két legfontosabb filmje a ’90-es évek végéről a Legend of the Wolf és a Ballistic Kiss, melyeket Yen rendezett is. Egyik film sem talált túlságosan pozitív fogadtatásra. A Legend of the Wolf volt Yen rendezői debütálása 1997-ben. A BeyondHollywood.com értékelése szerint a film egy „mulatságos balsiker”, a verekedések egy része „hihető”, más részük viszont csak „a semmi forgószeléhez” hasonlatos. A kritikusok azt is felrótták Yennek, hogy túlságosan is imitálja Bruce Lee-t. Az egy évvel később készült Ballistic Kiss nem hagyományos Yen-akciófilm, témáját és hangulatát tekintve John Woo gengszterfilmjeihez áll legközelebb. Vegyes fogadtatású alkotás, dicséretet és negatív kritikát egyaránt bőven kapott: „A film legnevezetesebb aspektusa, hogy megpróbál egy szilárd alapokon nyugvó műfajra teljesen más, üdítő megközelítésből tekinteni a narrációt és az akció stílusát tekintve. Yennek az előbbi sikerül, az utóbbi azonban nem. A Bey Logan-írta történet mélyebb szemléletű és jobban átgondolt, mint egy átlagos gengsztermoziban.” A film több ponton is kísérletezik operatőri újításokkal, de a Kung Fu Cinema szerint ezek szórványos elemek csupán. A főképp lövöldözésből álló akció nagy része követhetetlen a gyors és következetlen vágások miatt. A BeyondHollywood.com szerint „Yen megbízhatatlan történetmondónak bizonyul, ahogy a film kevéssé hihető jelenetek, véget nem érő lövöldözések és vérontás kusza keverékévé válik.”
1999-ben Yen elvállalta egy német akciósorozat, a Mickey Hardt főszereplésével készült, Magyarországon is vetített Fedőneve: Puma akciórendezőjének szerepét, emellett pedig nyolc részt maga is rendezett.

### A 2000-es évek

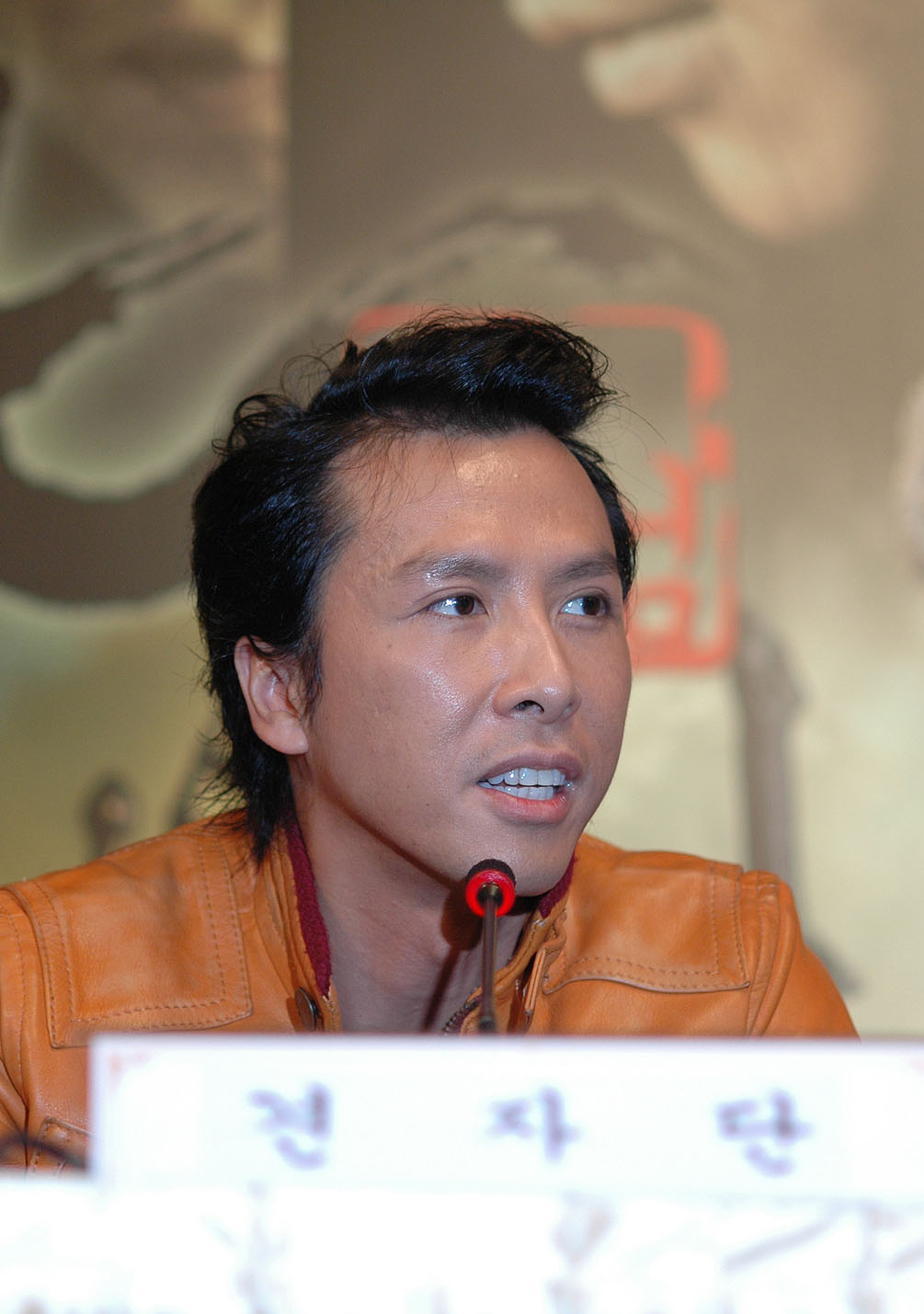
Donnie Yen Szöulban A hét kard legendája című filmje sajtótájékoztatóján

Donnie Yen a 2000-es évek elején lehetőséget kapott Hollywoodban is, mellékszerepekben. Az első amerikai filmje a kritikai és bevétel szempontjából is bukásnak számító Hegylakó 4. – A játszma vége volt, melyben az akciókoreográfiáért is felelt. A második hollywoodi produkció, amelyben szerepet kapott, a Penge 2. volt, ahol egy Hóember nevű vámpírt alakított. A szerep csupán cameónak indult, mivel elsődlegesen az akciókoreográfiával bízták meg, azonban mind a rendező, mind Wesley Snipes ragaszkodott hozzá, hogy Yen szerepeljen is a filmben. Az amerikai lehetőségek után Yen Japánban is dolgozott, a The Princess Blade című film akciókoreográfiáján. Bár a film összességében vegyes, többségében negatív kritikát kapott, a Yen koreografálta akciót dicsérték a kritikusok, a The Austin Chronicle szerint „fenomenális”, míg az efilmcritic.com szerint „arra készteti az embert, hogy a visszatekerés gombot nyomogassa, annyira elképesztően szuper”.
A 2000-es évek a mellékszerepeken túl Donnie Yen karrierjének csúcspontját is elhozták. Ekkor sikerült kilépnie Jet Li és Jackie Chan árnyékából, a Twitch Film szerint bár korai filmjei között is akadnak figyelemre méltó alkotások, Yen a 2000-es években, a negyvenes életéveiben forgatott filmjeivel került a „harcművészeti világ csúcsára és emelkedett olyan magasságokba, hogy mára széles körben a világ legjobb harcművészeti színészének tartják a világon.”
2002-ben Donnie Yen újra Jet Livel játszott a több díjra – köztük Golden Globe- és Oscar-díjra – jelölt Hős című filmben, mely nem csak Ázsiában, de a tengerentúlon is hatalmas sikert aratott, Amerikában Quentin Tarantino nyomására mutatták be, ahol az első helyen nyitott. A Hong Kong Cinema szerint „Jet Li és Donnie Yen az 1990-es évek leglélegzetelállítóbb harcművészei, akik a Kínai történet 2. után itt újra szembenéznek egymással”, illetve „Li és Yen párbaja a harcművészetek kedvelői számára a film egyik fénypontja marad”.
Yen ezt követően újra negatív szereplő bőrébe bújt, és Jackie Chan ellenfelét alakította a Londoni csapásban. Ez volt az első közös filmjük, melyben a Twitch Film szerint „Yen leiskolázza Chant”: „a harcjelenet kiváló és remek példája annak, milyen az, ha egy igazi harcművészt (Yen) állítanak szembe egy kaszkadőr-komikussal (Chan). [...] A különbség a sebességük és a pontosságuk között szemmel látható.” Később Yen és Chan újra együtt dolgozott a Jackie Chan: Ikerhatás című filmen, Yen ebben azonban nem kapott szerepet, akciókoreográfus volt. A filmért elnyerte a Golden Horse Awards legjobb koreográfia díját.
2005-ben Yen az SPL című filmjével aratott újabb sikert, a Hong Kong Film Awardson ismét elnyerte a legjobb koreográfia díját. A LoveHKFilm szerint a film visszatérés a klasszikus hongkongi akciófilmek műfajához, ahol nem a cselekmény vagy a szereplők jellemfejlődése számít, hanem az akció, ebben pedig az SPL egy igazi „ász krimithriller”. Mind a Twitch Film, mind a LoveHKFilm egyetért abban, hogy a Vu Csing (Wu Jing) és Donnie Yen közötti párbaj a film fénypontja, ahol a két harcművész gyakorlatilag improvizálta a harcot, Yen pedig valóban kettétört három fémbotot Vu (Wu) karján. A Twitch Film értékelése szerint a jelenet Yen karrierjének legjobb pillanata. Az SPL-t ugyanebben az évben egy képregényadaptáció, a Dragon Tiger Gate követte, amit azonban „kiábrándítónak” nevezett a LoveHKFilm, nem csak filmművészeti, de az SPL-lel összehasonlítva harcművészeti szempontból is.
Az SPL után Yen karrierjének másik, harcművészetileg kiemelkedő alkotása, és a Todd Brown, a Twitch Film kritikusa szerint a legjobb akciókoreográfiája is egyben a Tűréshatár. Brown szerint Donnie Yen ezzel a filmmel érte el koreográfusi karrierjének csúcsát: „bebizonyította, hogy vitán felül a legjobb akciókoreográfus a világon, ha olyan koreográfiát akarunk, ami nem érződik koreográfiának. Ha csontig hatoló akcióra van szükség, ami olyan, mintha valóban megtörténhetne a való világban, akkor nincs senki, aki jobban csinálná, mint Yen és ez [a Tűréshatár] az ő legjobb alkotása e téren.” A LoveHKFilm.com szerint a film „messze van a jó filmkészítéstől”, a történet elcsépelt, a színészi játék eltúlzott és rengeteg a logikai hiba, azonban „az ember néha csak akcióra vágyik, és a felvonultatott harcok a Tűréshatárban eléggé kemények és ütősek ahhoz, hogy elégedetté tegyék a nézőt.” Yen a filmben valósághű koreográfia megalkotására törekedett, több órányi MMA-felvételt nézett végig és kifejezetten edzett MMA-stílusban. Csang Vej-li (Zhang Wei-li)t, az UFC első kínai női MMA-bajnokát ez a film inspirálta arra, hogy ezzel a sportággal kezdjen foglalkozni.
A Tűréshatárt két, kritikailag kevéssé sikeres film követte, az An Empress and the Warriors című történelmi dráma, mely a LoveHKFilm szerint egyenesen „felejthető” alkotás; illetve a bevétel szempontjából igen sikeres, a Twitch Film által középszerűnek ítélt Painted Skin.

### AzIp Man-sorozat
Mint Sylvester Stallone esetében: mindenki Rockyként és Ramboként ismeri. Jet Li pedig Vóng Fej-hung (Wong Fei-hung), az emberek így emlékeznek rá. Nekem itt van az Ip Man, és sok, nagyon sok évembe került idáig eljutni.
Donnie Yen legnagyobb filmes sikere a Jíp Man (Yip Man)nak, Bruce Lee mesterének életét feldolgozó Ip Man című alkotás lett 2008-ban, melyben a címszereplőt alakította. A film 25 millió hongkongi dollárt és több mint 100 millió jüant jövedelmezett. Yen élete legnehezebb szerepének tartja az Ip Mant. Hónapokig készült rá, diétával, mely során naponta csak egyszer evett, illetve Wing Chun-edzésekkel. Jíp Man (Yip Man) két fiával is sok időt töltött, akik édesapjuk személyiségéről meséltek neki. Yen a forgatások szüneteiben sem lépett ki karakteréből. A forgatás során többször is megsérült, nem tudta mozgatni a vállát, emiatt masszőrt alkalmaztak, illetve az egyik jelenet során egy baltával felsértették a bőrt a bal szeme mellett. A film nem csak kereskedelmi siker volt, de kritikai siker is egyben. A Rotten Tomatoes oldalán 84%-ot ítéltek az Ip Mannak, és „az utóbbi évek legizgalmasabb – és üdítően karakterközpontú – harcművészeti filmjének” nevezték. Yen úgy véli, az Ip Man élete legbefolyásosabb filmje, ami annak ellenére lett sikeres, hogy a kezdetekkor még a hongkongi filmgyártás krémje is ódzkodott a gondolattól, hogy ő alakítsa Jíp Man (Yip Man)t. A film folytatása, az Ip Man 2. az első résznél is jobb kritikákat kapott, a Rotten Tomatoes 92%-ra ítélte, amivel Donnie Yen kritikailag legsikeresebb olyan filmje, ahol főszerepet alakított. A Twitch Film szerint Yent Jíp Man (Yip Man) szerepében „öröm nézni, és gyakorlatilag egymaga viszi a hátán az egész filmet”, Al Young pedig megjegyezte a film kulisszák mögötti felvételeit látva, hogy „Donnie ütéseinek sebessége tiszta őrület.” A két film sikere ellenére Yen úgy nyilatkozott, nem lesz harmadik rész, mert túl sokan kezdtek el egyszerre filmet forgatni Jíp Man (Yip Man) életéről. Ennek ellenére 2015-ben mégis elkészült a harmadik rész Ip Man: A védelmező címmel, vegyes kritikai fogadtatással, majd 2019 decemberében a negyedik rész is mozikba került Ip Man 4. – Finálé címmel.

### A 2010-es évek

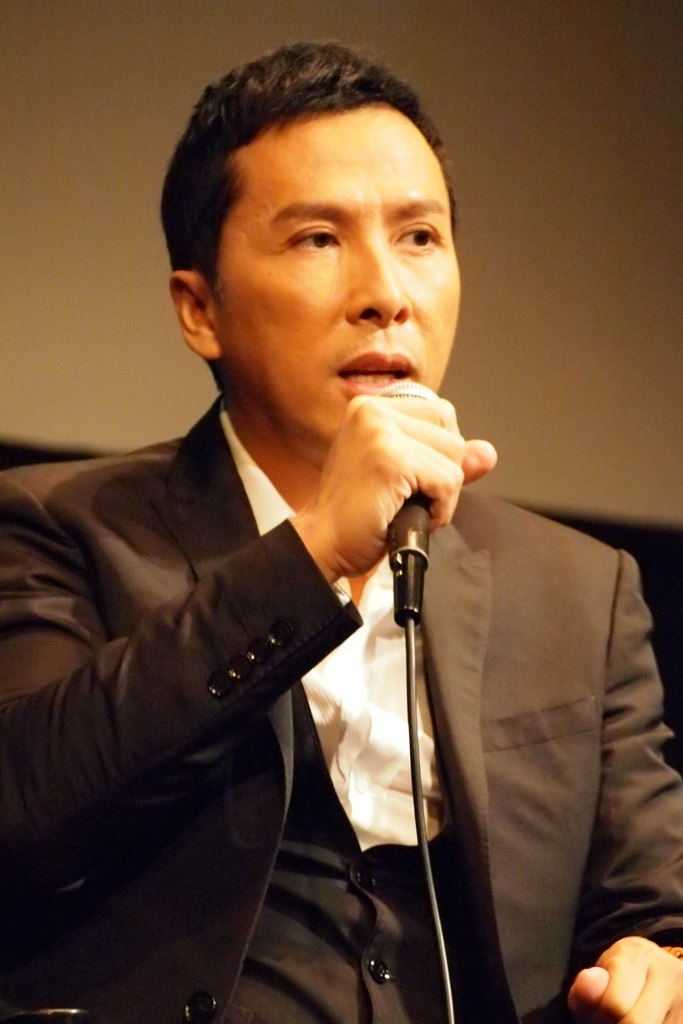
Donnie Yen 2012-ben

Yen az Ip Man 1. és 2. sikere után 2010-ben egy újabb kosztümös harcművészeti filmben kapott szerepet. A 14 pengében egy császári bérgyilkost alakít, akit saját felettese árul el. Kritikailag nem aratott sikert az alakítása, amit a LoveHKFilm úgy értékelt, hogy „valahol a dühös és az unott között” helyezkedik el. A The Hollywood Reporter szerint pedig „a színészi játékában ritkán kifejező Yen merev és rideg viselkedése valójában a szerepe javára válik. A szerelmi szál Csiaohuá (Qiaohuá)val béna, főleg, hogy Csao (Zhao) egy újabb beskatulyázott szerepben, a játékos, fiús hősnő szerepében gyakorlatilag alva jár.” 2010-ben Yen számára a legnagyobb kereskedelmi sikert az Ip Man 2. után a Legend of the Fist – the Return of Chen Zhen aratta, amely 26,5 millió dolláros bevételt produkált, annak ellenére, hogy a kritikusok elégedetlenek voltak vele. A New York Post kiábrándítónak nevezte, a Los Angeles Times szerint pedig „bár menő, stílusos és biztos, ugyanakkor felfújt és sekélyes”.
2011-ben Yen drasztikus váltásként egy vígjáték, az All's Well Ends Well 2011 főszerepét vállalta el, melyben egy nőfaló sztársminkest alakít. A LoveHKFilm szerint ugyan Yen nem éppen született komikus, a film mégis élvezhető, mert Yen hajlandó kifigurázni önmagát. 2011-ben két komolyabb hangvételű filmjét is bemutatták. Az egyik a The Lost Bladesman, melyet a Twitch Film meglepően jól sikerült alkotásnak vél, ami kárpótolhatja a Legend of the Fist – the Return of Chen Zhen miatt a Donne Yen-rajongókat, annak ellenére, hogy Yen itt sem a színészi képességeivel tűnik ki, hanem „a gyors, kreatív és izgalmas” harcművészetével. A másik filmje, a Wu Xia, amely pozitív kritikákat kapott. A filmet Peter Chan rendezte, és a címével ellentétben (mely a vu-hszia (wuxia) műfajára utal), nem elsődlegesen harcművészeti film, hanem detektívtörténet. A filmben Yen színészi képességeit is megmutatja, bár a Twitch Film értékelése szerint „Yen nem egy borzasztóan tehetséges drámai színész”, ebben az alkotásban mégis megállja a helyét Kanesiro Takesivel szemben.
2012-ben Yen az IMAX 3D-ben forgatott The Monkey King című filmjével tért vissza a vászonra. 2013-ban az Iceman című időutazásos fantasyfilmjét mutatták be, majd májusban bejelentették, hogy Yen elvállalta a Crouching Tiger, Hidden Dragon: Sword of Destiny főszerepét. 2015 decemberében mozikba került az Ip Man: A védelmező című filmje. Ugyanebben az évben jelentették be, hogy Yen szerepet kapott az amerikai Zsivány Egyes – Egy Star Wars-történet című Csillagok háborúja filmben.
Donnie Yen az xXx: Újra akcióban című 2017-es akciófilmben Jet Li helyett alakította a főgonoszt. Ázsiában az ő nevével reklámozták a filmet, a poszteren is Vin Diesel előtt szerepelt az alakja, a közösségi oldalakon kliprészleteket tettek közzé a harcjeleneteiből. A film nagyon jól teljesített Kínában, hat nap alatt több mint százmillió dollár bevételt termelt. Yen alakítását dicsérték a nemzetközi kritikusok.
Ezt követően a Chasing the Dragon című filmben negatív szereplőt alakított, kritikai sikerrel. 2017-ben Jet Li és Jack Ma (az Alibaba alapítója) meghívására részt vett egy rövidfilm készítésében, melynek célja a tajcsi mint jövőbeli lehetséges olimpiai sportág népszerűsítése volt. Ugyanebben az évben kezdte forgatni a Big Brother című MMA-filmjét.
2020-ban mutatták be Enter the Fat Dragon című akcióvígjátékát, ahol egy elhízott rendőrt alakít.

## Gondolatai a harcművészetről
Bármennyire is szeretem a klasszikus elméleteket a harcművészetről – melyek többsége nagyon is értékes a harcosok számára – a legmagasabb szintű képességek elérése sokoldalúságot követel meg, illetve azt, hogy képesek legyünk improvizálni, akár egy dzsesszzenész vagy színész. A legmagasabb fokú képesség az, ha képesek vagyunk könnyedén váltani stílusok, mozdulatok és ritmusok között.
Donnie Yen szerint ahhoz, hogy valaki magasan képzett harcművész legyen, fontos, hogy elsajátítsa az alapokat, de képes legyen az önálló kreativitásra, sokoldalúságra és a különféle stílusok közötti váltásra. Yen a felkészülése során nagy hangsúlyt fektetett az izomfejlesztésre és a zsákolásra a fa csing (fa jing), azaz a kirobbanó erejű ütések és rúgások fejlesztéséhez. Yen szerint képességei fejlesztéséhez az is hozzájárult, hogy édesanyja kemény láb- és derékedzésre fogta a vusu (wushu)edzések keretében. A fejlesztő edzéseket Yen mozisztárrá válása után sem hagyta abba, első néhány filmje után visszatért Amerikába, ahol tovább edzett thai bokszban, hagyományos ökölvívásban és taekwondóban, majd Kínában az egyik legjobb vusu (wushu)nagymestertől, Csao Csang-csün (Zhao Chang Jun)től is tanult. Yen szerint a legtöbb harcművész arra összpontosít, hogy robot módjára begyakorolt elemek sorozatát végezze, ahelyett, hogy a megtanult mozdulatokat improvizálva használnák egy küzdelemben. „Ha tanácsot kellene adnom, azt mondanám, tökéletesítsd az alapokat és fedezd fel a közelharc más dimenzióit. Válassz ki egy stílust, de ne limitáld magad rá. Gazdagabb leszel. Mindig arra törekedj, hogy bármilyen helyzetben, bármilyen környezetben megálld a helyed, anélkül, hogy rá lennél utalva a bemelegítésre vagy a laza ruházatra.” Yen meglátása szerint a harcművészeti filmek nem dokumentumfilmek, nem oktatóvideók, nem belőlük kell megtanulni harcolni, a filmvásznon el lehet túlozni a dolgokat.

## Magánélete
Yen nős, felesége Cecilia Cissy Wang szépségkirálynő; két gyermekük van, Jasmine (2004) és James (2007). Komolyzenei múlttal is rendelkezik, miután édesapja erhun és hegedűn játszik, édesanyja pedig énekel, Yen gyerekkorában zongorázni tanult, kedvence Chopin. Az MMA „nagy rajongója”. Folyékonyan beszél kantoniul, mandarinul és angolul. 1997-ben saját produkciós céget alapított Bullet Films néven.

## Filmjei és könyvei
Donnie Yen kritikai szempontból legsikeresebb filmjei a Hős, a Kínai történet 2., az Ip Man, az Ip Man 2. és a Vasmajom. A legtöbb negatív kritikát kapott a Hegylakó 4: A játszma vége és A hét kard legendája.
Bevétel szempontjából a legsikeresebb film, amiben Yen szerepelt, a Hős, 177 millió dollárral. Főszerepei közül a legsikeresebb az Ip Man és annak folytatása. Az Ip Man 2008 nyolcadik legsikeresebb filmje volt bevétel szempontjából Hongkongban, összesen pedig 21 888 598 dollárt jövedelmezett annak ellenére, hogy sem az Egyesült Államokban, sem Európában nem mutatták be. Az Ip Man 2 összesen 49 millió dollárt jövedelmezett. Ezeket követi Yen 2011-es filmje, a Legend of the Fist – The Return of Chen Zhen 26,5 millió dolláros bevétellel.
Donnie Yen 2011-ben Martial Arts címmel fényképalbumot jelentett meg.

## Díjai, elismerései
Donnie Yen elismeréseinek listája betűrendben:
- Asian Film Awards
  - Kiemelkedő ázsiai színész, 2014
- Beijing Student Film Festival
  - Legjobb színész, (Ip Man), 2009
- Black Belt magazin
  - Az év harcművésze, 2009
- Foshan Film Awards
  - legjobb színész, 2015
  - Életmű-díj, 2015
- Golden Bauhinia Awards
  - legjobb akciókoreográfia, (Dragon Tiger Gate), 2007
- Golden Horse Awards
  - legjobb akciókoreográfia, (Dragon), 2011
  - legjobb akciókoreográfia, (Tűréshatár), 2007
  - legjobb akciókoreográfia, (Jackie Chan: Ikerhatás), 2003
- Hong Kong Film Awards
  - legjobb akciókoreográfia,  (Kung Fu Jungle), 2015
  - legjobb akciókoreográfia, jelölés, (Special ID), 2014
  - legjobb akciókoreográfia, jelölés,  (Dragon), 2012
  - legjobb akciókoreográfia, jelölés, (Legend of the Fist: The Return of Chen Zhen), 2011
  - legjobb színész, jelölés, (Ip Man), 2009
  - legjobb akciókoreográfia, jelölés, (Dragon Tiger Gate), 2007
  - legjobb akciókoreográfia, (Tűréshatár), 2008
  - legjobb akciókoreográfia, (SPL), 2006
  - legjobb akciókoreográfia, (Jackie Chan: Ikerhatás), 2004
  - legjobb mellékszereplő, jelölés, (Kínai történet 2.), 1993
- Huabiao Film Awards
  - kiemelkedő külföldi alakítás, (Ip Man), 2009
- Huading Awards
  - legjobb színész (The Monkey King), 2015
- Hundred Flowers Awards
  - legjobb színész, jelölés, (Bodyguards and Assassins), 2010
- Iron Elephant Awards
  - legjobb színész, (Ip Man), 2009
- Macau International Movie Festival	
  - legjobb színész (The Lost Bladesman)
- Sanghaji Filmkritikusok Díja
  - legjobb színész, (Bodyguards and Assassins), 2010
- Taurus World Stunt Awards
  - legjobb akciókoreográfia idegen nyelvű filmben, (Tűréshatár), 2007
  - legjobb harcjelenet, jelölés, (Vasmajom), 2002

A hongkongi Madam Tussaud panoptikumban viaszszobra áll.